# NGC 977
NGC 977 é uma galáxia espiral (Sa) localizada na direcção da constelação de Cetus. Possui uma declinação de -10° 45' 34" e uma ascensão recta de 2 horas, 33 minutos e 03,4 segundos.
A galáxia NGC 977 foi descoberta em 28 de Novembro de 1785 por William Herschel.